# 二宮駅

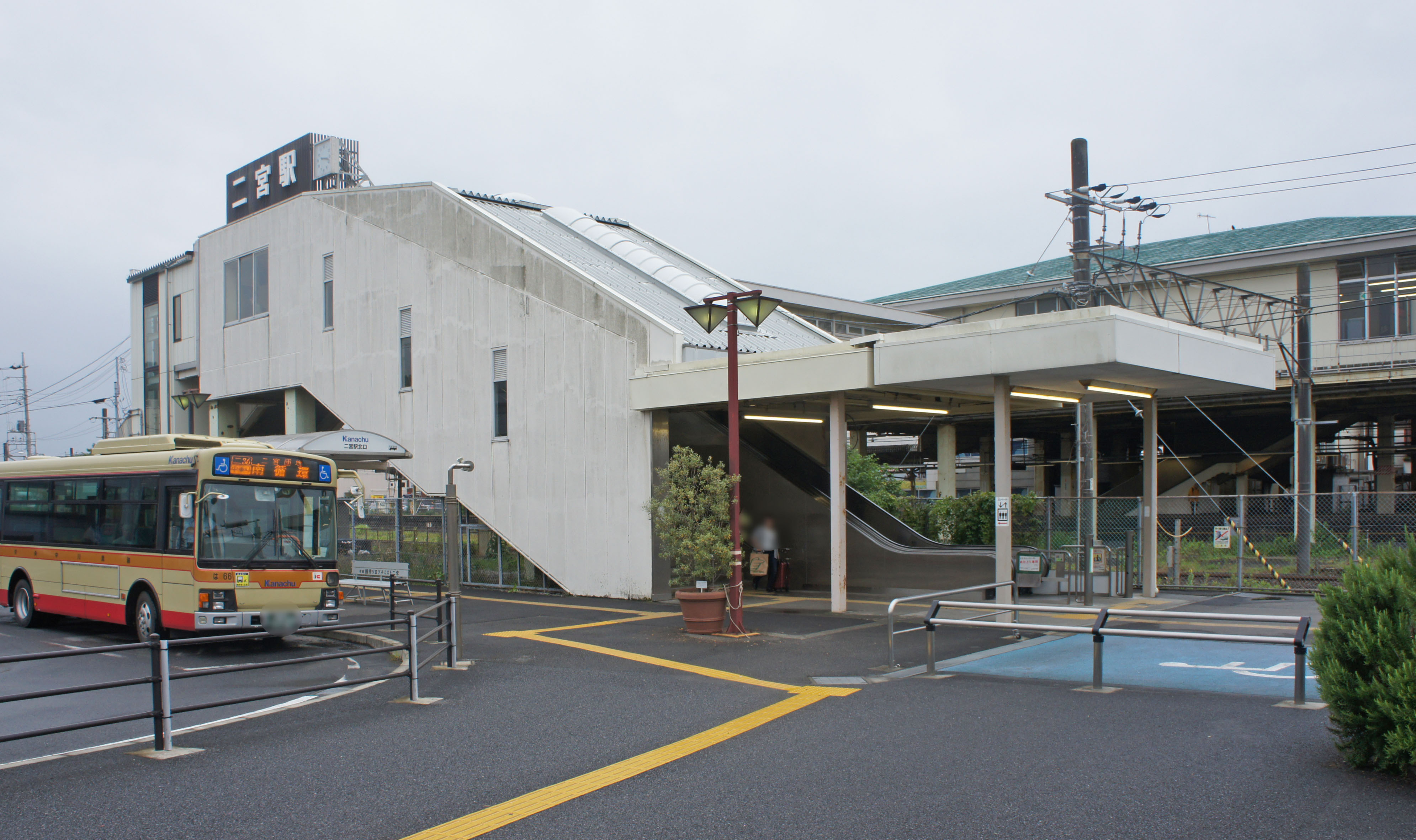
北口（2019年6月）

二宮駅（にのみやえき）は、神奈川県中郡二宮町二宮にある、東日本旅客鉄道（JR東日本）東海道本線の駅である。駅番号はJT 13。
東京駅発着系統と、新宿駅経由で高崎線に直通する湘南新宿ライン、東京駅・上野駅経由で宇都宮線・高崎線に直通する上野東京ラインが停車する（運転形態の詳細については「東海道線 (JR東日本)」を参照）。またかつて一部停車していたライナー列車に代わる特急「湘南」の一部列車が停車する。

## 歴史
- 1902年（明治35年）4月15日：国鉄東海道本線の駅として開業[1]。旅客・貨物の取り扱いを開始[1]。
- 1906年（明治39年）8月1日：当駅と秦野駅（現在の秦野駅とは別の場所）との間に湘南馬車鉄道（後の湘南軌道）が開通。
- 1935年（昭和10年）10月9日：湘南軌道が営業休止（1937年8月25日廃止）。
- 1945年（昭和20年）8月5日：米軍戦闘機P-51による機銃掃射の被害を受け、5名が死亡。
- 1971年（昭和46年）9月25日：貨物取り扱いを廃止[1]。
- 1972年（昭和47年）3月15日：荷物取り扱いを廃止[1]。
- 1982年（昭和57年）10月8日：改築し橋上駅舎になる[5]。
- 1987年（昭和62年）4月1日：国鉄分割民営化により、東日本旅客鉄道の駅となる[1]。
- 1995年（平成07年）11月10日：自動改札機を設置し、供用開始[6]。
- 1998年（平成10年）3月14日：当駅始発の列車が設定される[7]。
- 2001年（平成13年）11月18日：ICカード「Suica」供用開始。

## 駅構造
島式ホーム1面2線を持つ地上駅。かつて駅舎は以前は下り方に設置されていたが、現在は橋上駅舎となっている。みどりの窓口、指定席券売機、自動改札機が設置されている。
小田原・伊豆統括センター（国府津駅）管理の業務委託駅（JR東日本ステーションサービス委託）。お客さまサポートコールシステムが導入されており、早朝は遠隔対応のため改札係員は不在となる。
発車メロディは2016年（平成28年）1月9日から、吾妻山公園の早咲きの菜の花に因んで「朧月夜（おぼろづきよ）」が使用されている。当初は同年4月10日までの予定だったが継続使用されている。メロディの制作はスイッチで、編曲は塩塚博が手掛けた。

### のりば
| 番線 | 路線           | 方向 | 行先                                   |
| ---- | -------------- | ---- | -------------------------------------- |
| 1    | 東海道線       | 下り | 小田原・熱海・伊東・沼津方面           |
| 2    | 東海道線       | 上り | 横浜・品川・東京・上野・渋谷・新宿方面 |
| 2    | 上野東京ライン | 上り | 横浜・品川・東京・上野・渋谷・新宿方面 |
| 2    | 湘南新宿ライン | 上り | 横浜・品川・東京・上野・渋谷・新宿方面 |

（出典：JR東日本:駅構内図）
1998年3月ダイヤ改正より、平日朝ラッシュ時に当駅始発の上り列車が1本（2022年までは2本）設定されている。これは、国府津車両センターから出庫する際に国府津駅の線路容量が足りないため、当駅まで回送して営業運行しているものである。なお、当駅止まりの列車の設定はない。

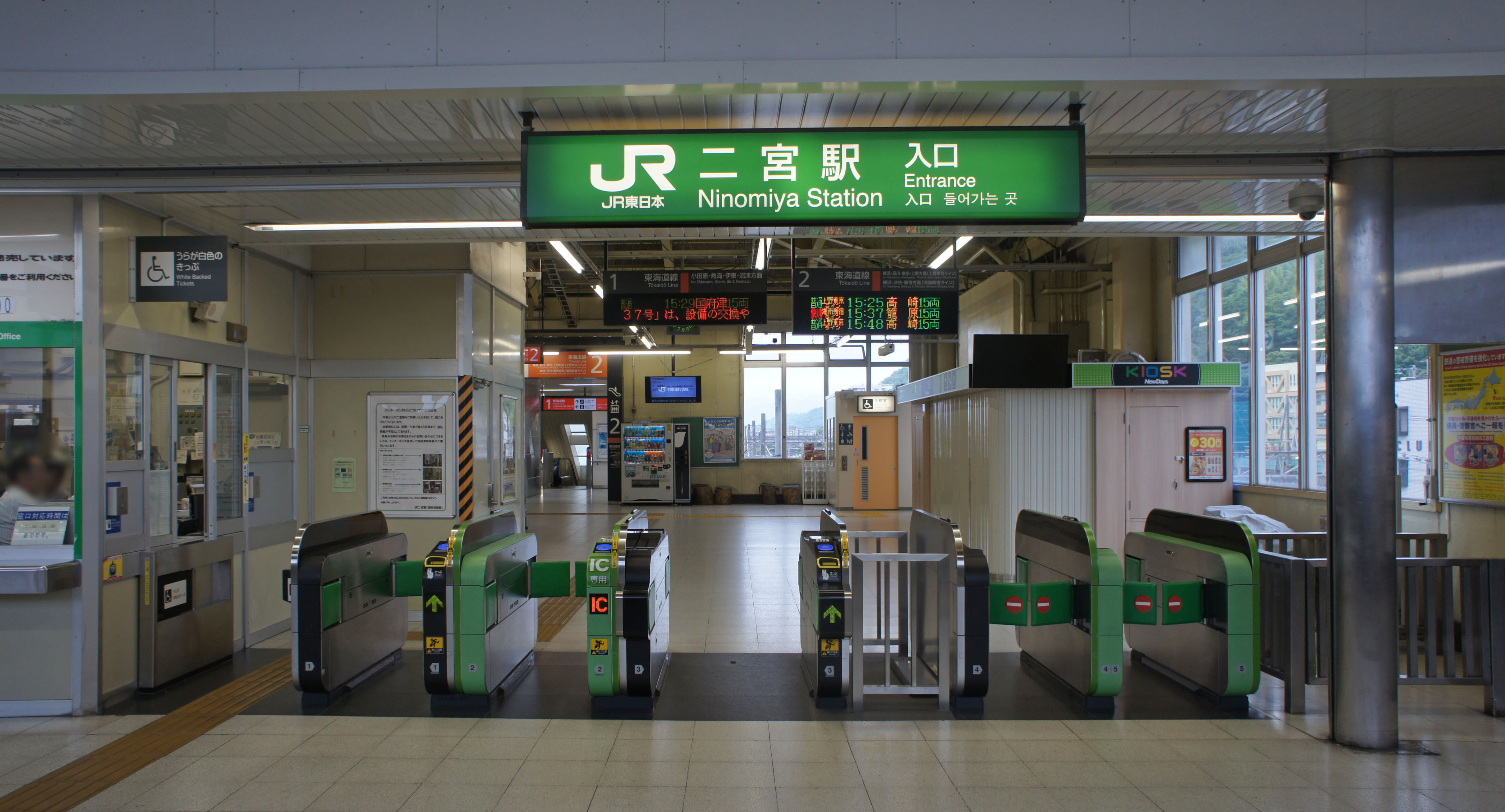
改札口（2019年6月）
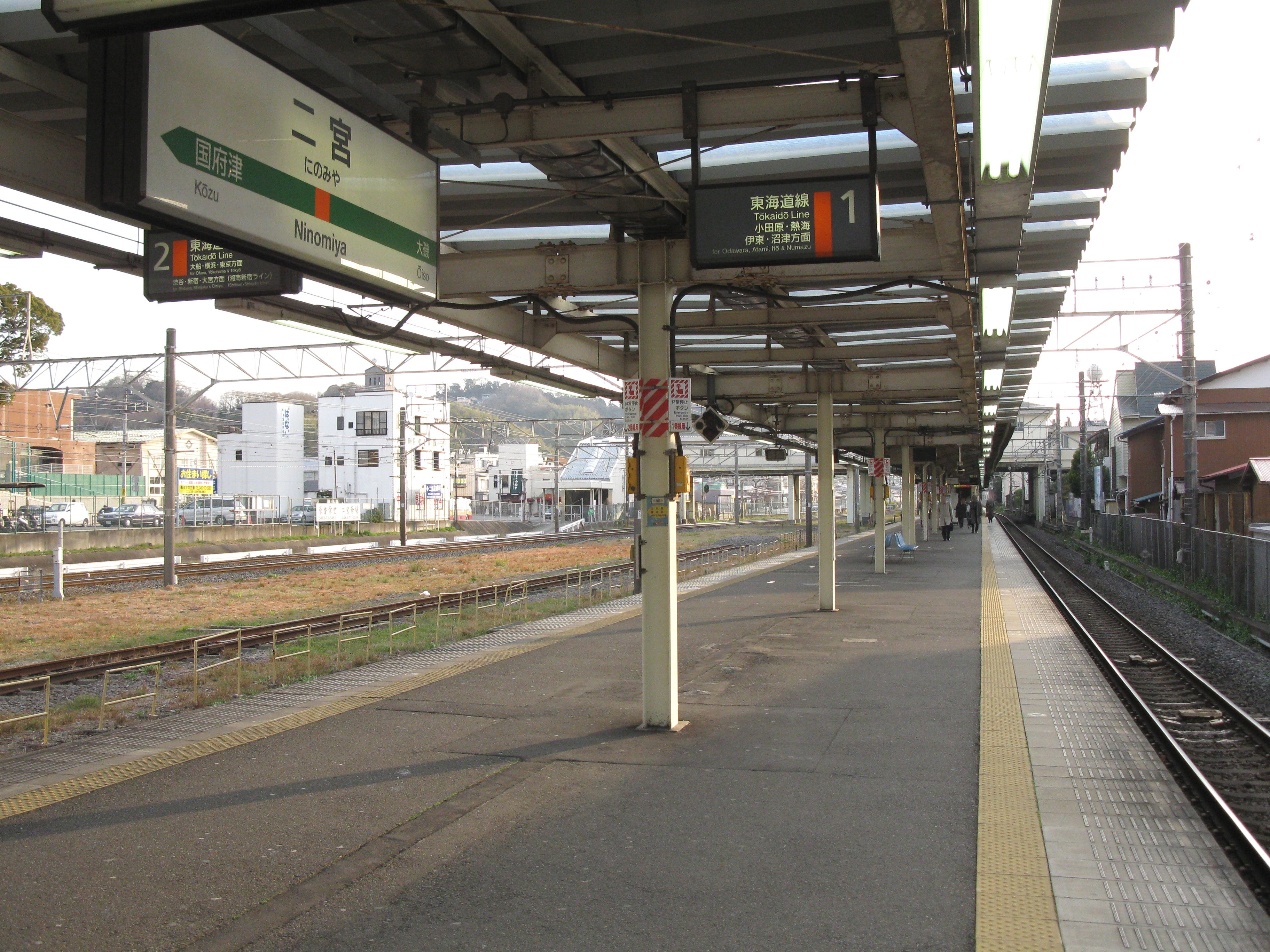
ホーム（2010年3月）

## 利用状況
2023年度（令和5年度）の1日平均乗車人員は11,341人である。
1995年度（平成7年度）以降の推移は下記の通り。
| 年度               | 1日平均 乗車人員 | 出典       |
| ------------------ | ---------------- | ---------- |
| 1995年（平成07年） | 16,725           | [ 統計 2 ] |
| 1998年（平成10年） | 16,121           | [ * 1 ]    |
| 1999年（平成11年） | 15,731           | [ * 2 ]    |
| 2000年（平成12年） | 15,401           | [ * 2 ]    |
| 2001年（平成13年） | 15,173           | [ * 3 ]    |
| 2002年（平成14年） | 14,802           | [ * 4 ]    |
| 2003年（平成15年） | 14,753           | [ * 5 ]    |
| 2004年（平成16年） | 14,577           | [ * 6 ]    |
| 2005年（平成17年） | 14,502           | [ * 7 ]    |
| 2006年（平成18年） | 14,509           | [ * 8 ]    |
| 2007年（平成19年） | 14,545           | [ * 9 ]    |
| 2008年（平成20年） | 14,503           | [ * 10 ]   |
| 2009年（平成21年） | 14,337           | [ * 11 ]   |
| 2010年（平成22年） | 14,042           | [ * 12 ]   |
| 2011年（平成23年） | 13,861           | [ * 13 ]   |
| 2012年（平成24年） | 13,927           | [ * 14 ]   |
| 2013年（平成25年） | 14,102           | [ * 15 ]   |
| 2014年（平成26年） | 13,696           | [ * 16 ]   |
| 2015年（平成27年） | 13,712           | [ * 17 ]   |
| 2016年（平成28年） | 13,723           | [ * 18 ]   |
| 2017年（平成29年） | 13,563           |            |
| 2018年（平成30年） | 13,464           |            |
| 2019年（令和元年） | 13,165           |            |
| 2020年（令和02年） | 9,915            |            |
| 2021年（令和03年） | 10,320           |            |
| 2022年（令和04年） | 11,008           |            |
| 2023年（令和05年） | 11,341           |            |

## 駅周辺
商業、業務施設が集積し、町役場などの行政サービスに関する機能や商店街が形成されている。
- 二宮町役場
- 大磯警察署二宮駅前交番
- 二宮町図書館
- 横浜地方法務局西湘二宮支局
- 国道1号
- 二宮町立二宮小学校
- 二宮町立二宮中学校
- 二宮袖ヶ浦海水浴場
- 西湘バイパス西湘二宮インターチェンジ
- 吾妻山

## バス路線

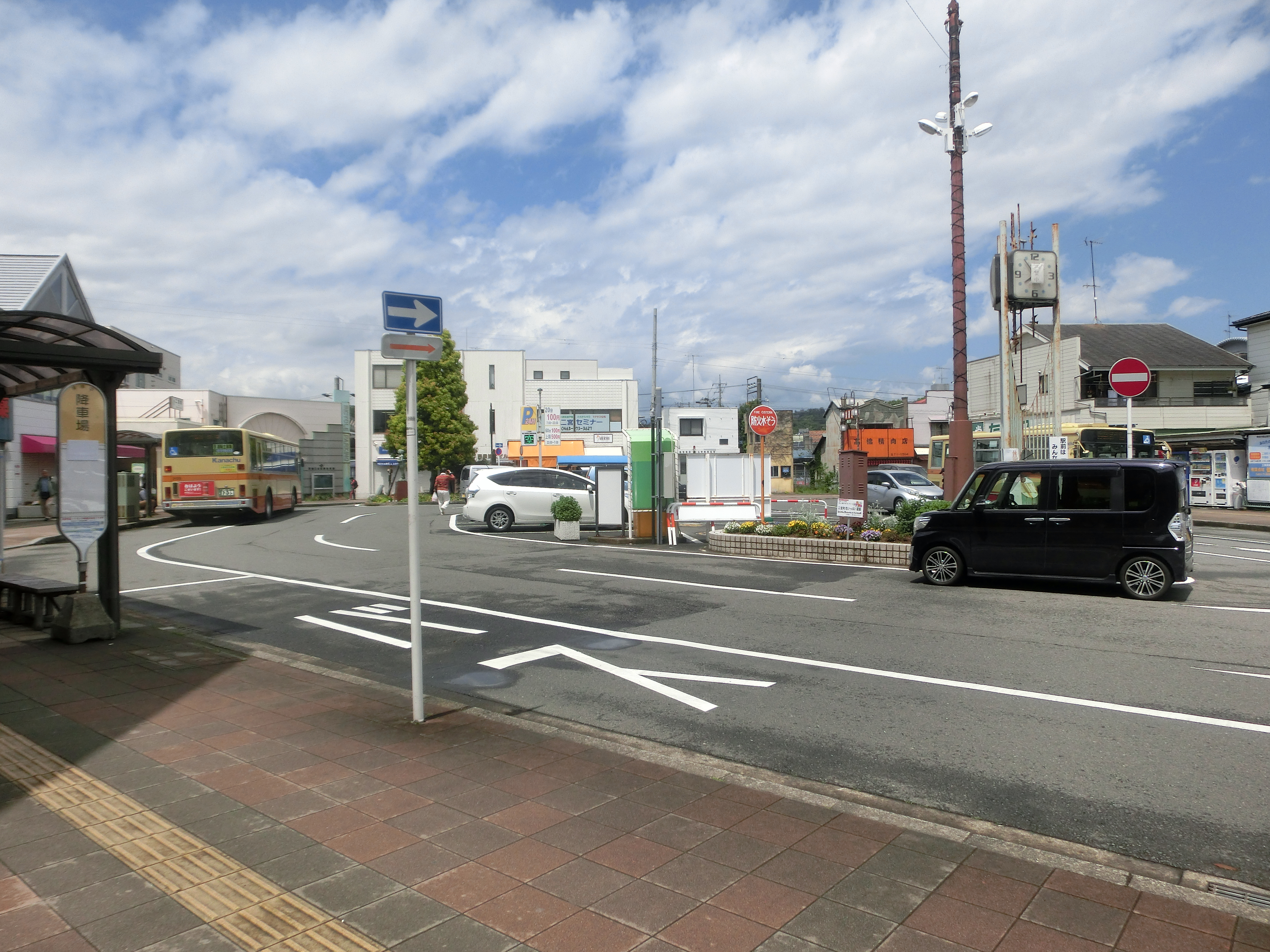
南口ロータリー（2016年）

| のりば     | 運行事業者             | 系統・行先                                                                                          | 備考 |
| 二宮駅北口 | 二宮駅北口             | 二宮駅北口                                                                                          | 二宮駅北口 |
| ---------- | ---------------------- | --------------------------------------------------------------------------------------------------- | --- |
| 1          | 神奈川中央交通         | - 二33：団地中央 - 二35（北循環）・二36（南循環）：二宮団地 - 二38：橘団地 - 秦60・秦91：秦野駅南口 | - 「二33」は朝夕夜間のみ運行 - 「二35」「二36」は昼間のみ運行                                                                      |
| 2          | 神奈川中央交通         | - 二34・二37：緑が丘循環 - 二44・二45：緑が丘二丁目 - 秦70（急行）：秦野駅南口                      | - 「二34」は昼間のみ、「二37」は朝・夜間のみ運行 - 「二44」は1日2本のみ、「二45」は1日2 - 3本のみ運行 - 「秦70」は平日朝夕のみ運行 |
| 3          | 神奈川中央交通         | - 磯01・磯14：大磯駅 - 二01：市民病院前 - 二02：湘南大磯病院 - 二03：大磯運動公園前 - 二41：橘団地  | - 「磯01」は平日3本のみ運行 - 「二01」「二02」「二03」は平日1本のみ運行 - 「二41」は平日昼は運行なし                               |
| －         | 二宮町コミュニティバス | - 団地中央 - 二宮駅北口                                                                             | - 団地中央行きは平日1本のみ運行 - 二宮駅北口行きは平日4本のみ運行                                                                  |
| 二宮駅南口 |                        | | |
| 1          | 神奈川中央交通         | - 二30・二32：中井町役場入口                                                                        | - 「二32」は平日朝7本のみ運行 |
| 2          | 神奈川中央交通         | - 二05：松岩寺 - 平32・平36：平塚駅北口                                                             | - 「二05」は朝・夜間のみ運行 - 「平36」は平日1本のみ運行                                                                           |
| 3          | 神奈川中央交通         | 平46・平47：平塚駅北口                                                                              | 「平46」は平日2本のみ運行 |

## 二宮駅が登場する作品

ガラスのうさぎ像（2005年11月）

- 『ガラスのうさぎ』 - 作者の高木敏子は、当駅で連合国軍部隊の機銃掃射に襲われて眼前で父親を殺された。その体験が1977年（昭和52年）にノンフィクション児童文学として書かれたものがこの作品である。同作は大きな反響を呼び、映画化もされた。1981年、当駅南口に寄付により「ガラスのうさぎ」像が建てられ、毎年8月には像の脇に千羽鶴が飾られる[14]。
- 『夏の葬列』 - 山川方夫著。冒頭の「海岸の小さな町の駅」は二宮駅のことである。作者の山川は二宮駅前で交通事故にあい亡くなった。
- 『真珠』 - 坂口安吾著。二宮駅で主人公「僕」が看板屋主人「ガランドウ」と別れる。
- 『I'll』 - 浅田弘幸著、主人公の最寄り駅として、北口駅舎や駅周辺が登場する[15]。
- 『THE IDOLM@STER』第1話、14話、にて天海春香が当駅をモデルとした駅（アニメ内での名称不明）および駅周辺を利用している様子が描かれている。（ホームのみ別の駅がモデル）

## 隣の駅
東日本旅客鉄道（JR東日本）
 東海道線
- 特急「湘南」一部停車駅

■特別快速（湘南新宿ライン経由）
通過
■普通（東京方面発着）・■快速（湘南新宿ライン経由、下り列車は戸塚駅から「普通」扱い）
大磯駅 (JT 12) - 二宮駅 (JT 13) - 国府津駅 (JT 14)

### 記事本文
1. 1 2 3 4 5 6  石野哲 編『停車場変遷大事典 国鉄・JR編 II』（初版）JTB、1998年10月1日、15頁。ISBN 978-4-533-02980-6。
2. 1 2  事業エリアマップ - JR東日本ステーションサービス.2021年9月14日閲覧
3. 1 2  “駅の情報（二宮駅）：JR東日本”.   東日本旅客鉄道. 2023年10月18日時点のオリジナルよりアーカイブ。2023年10月18日閲覧。
4. ↑  『2021年3月ダイヤ改正について』（PDF）（プレスリリース）東日本旅客鉄道横浜支社、2020年12月18日。オリジナルの2020年12月26日時点におけるアーカイブ。2021年1月19日閲覧。
5. ↑  “橋上駅舎が完成 東海道線二宮駅 きょうから使用開始”. 交通新聞 (交通協力会):  p. 1. (1982年10月8日)
6. ↑  「JR年表」『JR気動車客車編成表 '96年版』ジェー・アール・アール、1996年7月1日、182頁。ISBN 4-88283-117-1。
7. 1 2  「【特集】東海道本線今昔 - JR東日本東海道線 近年の輸送・運転の動向」『鉄道ピクトリアル』第751号、電気車研究会、2004年9月、41-45頁。
8. ↑  “東日本ユニオンNo.124号” (PDF). JR 東日本労働組合横浜地方本部. (2015年12月6日) 2016年3月13日閲覧。
9. ↑  二宮駅の発車メロディが『おぼろ月夜』に変わります - 二宮町、2015年12月18日、2016年1月10日閲覧
10. ↑  「朧月夜」出発進行 菜の花名所・二宮に駅メロ誕生 - カナロコ（神奈川新聞）、2016年1月10日、2021年7月10日閲覧
11. ↑  “二宮駅の発車メロディ「おぼろ月夜」の継続決定”. 二宮町ホームページ.   二宮町. 2019年12月16日閲覧。
12. ↑  “二宮駅の駅メロ「朧(おぼろ)月夜」1/9スタート♪”. ☆♪☆　鉄のみゅーじしゃん　☆♪☆.   塩塚博. 2019年12月16日閲覧。
13. ↑  “二宮町都市計画マスタープラン” (PDF).   二宮町 (2014年9月). 2021年7月10日閲覧。
14. ↑  ガラスのうさぎ - 二宮町（2021年8月16日）
15. ↑  第54話（集英社 ジャンプコミックス『I'll』第10巻収録）、第82話（同第14巻収録）など

### 利用状況
JR東日本の統計データ
1. ↑  統計情報 - 二宮町
2. ↑  線区別駅別乗車人員（1日平均）の推移 - 17ページ

JR東日本の2000年度以降の乗車人員
1. ↑  各駅の乗車人員（2000年度） - JR東日本
2. ↑  各駅の乗車人員（2001年度） - JR東日本
3. ↑  各駅の乗車人員（2002年度） - JR東日本
4. ↑  各駅の乗車人員（2003年度） - JR東日本
5. ↑  各駅の乗車人員（2004年度） - JR東日本
6. ↑  各駅の乗車人員（2005年度） - JR東日本
7. ↑  各駅の乗車人員（2006年度） - JR東日本
8. ↑  各駅の乗車人員（2007年度） - JR東日本
9. ↑  各駅の乗車人員（2008年度） - JR東日本
10. ↑  各駅の乗車人員（2009年度） - JR東日本
11. ↑  各駅の乗車人員（2010年度） - JR東日本
12. ↑  各駅の乗車人員（2011年度） - JR東日本
13. ↑  各駅の乗車人員（2012年度） - JR東日本
14. ↑  各駅の乗車人員（2013年度） - JR東日本
15. ↑  各駅の乗車人員（2014年度） - JR東日本
16. ↑  各駅の乗車人員（2015年度） - JR東日本
17. ↑  各駅の乗車人員（2016年度） - JR東日本
18. ↑  各駅の乗車人員（2017年度） - JR東日本
19. ↑  各駅の乗車人員（2018年度） - JR東日本
20. ↑  各駅の乗車人員（2019年度） - JR東日本
21. ↑  各駅の乗車人員（2020年度） - JR東日本
22. ↑  各駅の乗車人員（2021年度） - JR東日本
23. ↑  各駅の乗車人員（2022年度） - JR東日本
24. ↑  各駅の乗車人員（2023年度） - JR東日本

神奈川県県勢要覧
1. ↑  平成12年 - 220ページ
2. 1 2  平成13年 (PDF)  - 222ページ
3. ↑  平成14年 (PDF)  - 220ページ
4. ↑  平成15年 (PDF)  - 220ページ
5. ↑  平成16年 (PDF)  - 220ページ
6. ↑  平成17年 (PDF)  - 222ページ
7. ↑  平成18年 (PDF)  - 222ページ
8. ↑  平成19年 (PDF)  - 224ページ
9. ↑  平成20年 (PDF)  - 228ページ
10. ↑  平成21年 (PDF)  - 238ページ
11. ↑  平成22年 (PDF)  - 236ページ
12. ↑  平成23年 (PDF)  - 236ページ
13. ↑  平成24年 (PDF)  - 232ページ
14. ↑  平成25年 (PDF)  - 234ページ
15. ↑  平成26年 (PDF)  - 236ページ
16. ↑  平成27年 (PDF)  - 236ページ
17. ↑  平成28年 (PDF)  - 244ページ
18. ↑  平成29年 (PDF)  - 236ページ